# Lärkkottvecklare
Lärkkottvecklare (Retinia perangustana) är en fjärilsart som först beskrevs av Pieter Cornelius Tobias Snellen 1883.  Lärkkottvecklare ingår i släktet Retinia, och familjen vecklare. Enligt den svenska rödlistan är arten otillräckligt studerad i Sverige. Arten förekommer i Svealand. Artens livsmiljö är skogslandskap.